# Psychrolutes phrictus
Espèce
Le chabot blob  (Psychrolutes phrictus) est une espèce de poissons vivant dans les eaux profondes (entre -500 et −2 800 m) dans le Pacifique Nord.
En raison de son milieu de vie très inaccessible, il est rarement vu par les hommes. Il mesure tout au plus 70 cm de long.

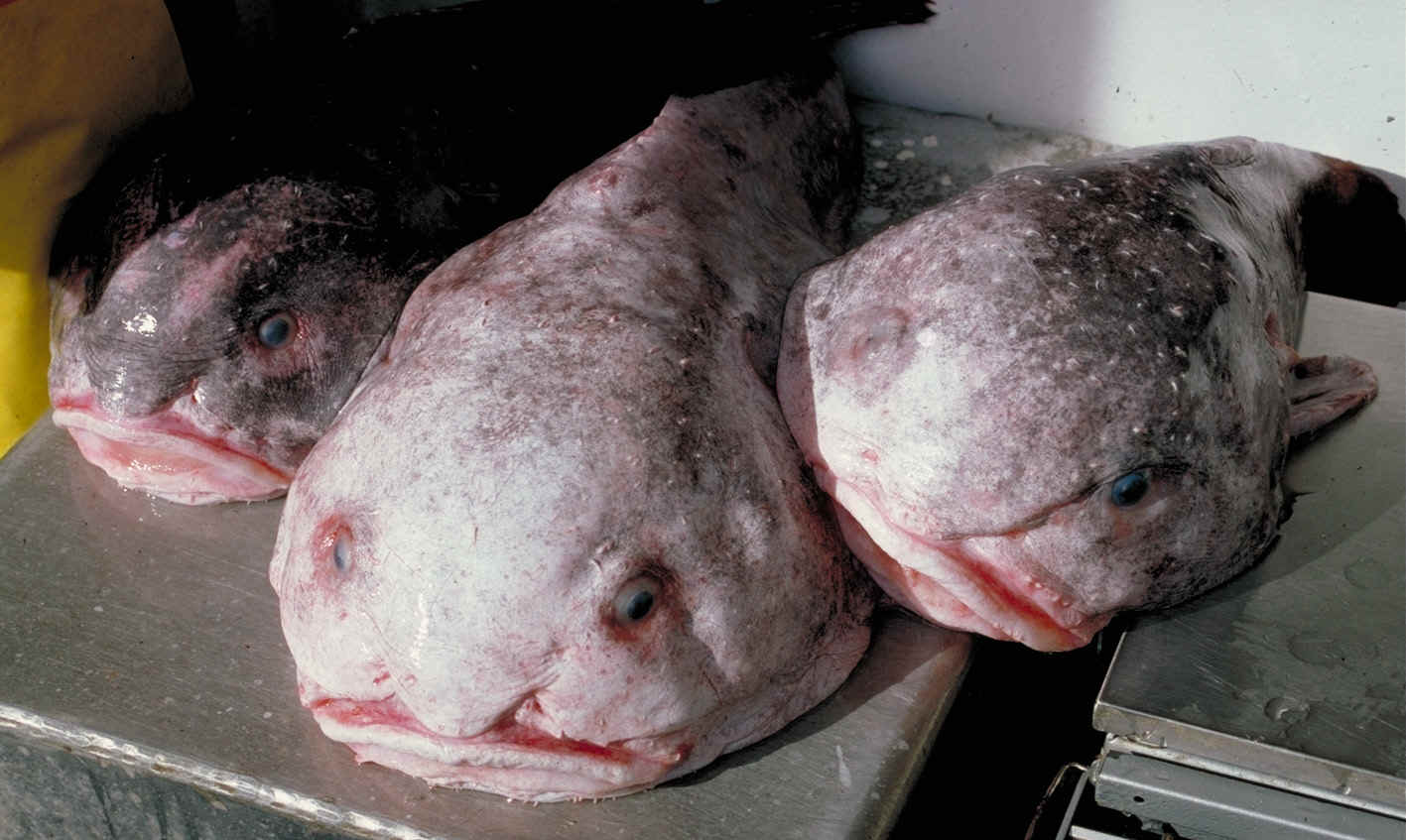
Psychrolutes phrictus à l'air libre.